# City Center Langenhagen
Das City Center Langenhagen (Kurzschreibweise: CCL) ist ein Einkaufszentrum in Langenhagen. Es befindet sich im Stadtzentrum am Marktplatz 5. Es beherbergt ungefähr 120 Einzelhandels- und Gastronomiebetriebe auf einer Fläche von etwa 30.000 Quadratmetern. Das CCL wurde 1981 eröffnet. 1990 und 2012 folgten Erweiterungen. Der Neubau wurde am 29. Februar 2012 nach 18-monatiger Bauzeit eröffnet.

## Architektur
Der Erweiterungsbau von 2012 wurde vom Architekturbüro RKW Architektur + unter Architekt Sven Otte durchgeführt.
Das Gebäude mit zwei Ebenen fügt sich mit seiner von der Stadt gewünschten Klinkerarchitektur gut in das Stadtbild ein. Ziegelfassaden sind das rundum vorherrschende Material. Das Zentrum des Gebäudes bildet ein sichelförmiger Raum mit geschwungenem Dach und einem Brunnen im Erdgeschoss. Im Shoppingcenter Performance Report 2012 der Immobilien Zeitung erreichte das City Center Langenhagen Platz 6 unter 391 Einkaufszentren.

## Investoren
Für die Erweiterung des City Centers investierte die Hanseatischen Beteiligungs- und Betreuungsgesellschaft (HBB) etwa 80 Millionen Euro. Mit weiteren 20 Millionen Euro finanzierten Händler den Ausbau ihrer Geschäfte. Im Jahr 2013 verkaufte die HBB einen Großteil ihrer Anteile für 66 Millionen Euro an die ILG Gruppe aus München.

## Veranstaltungen
Im City Center Langenhagen finden regelmäßig diverse Veranstaltungen, wie etwa ein jährliches Weihnachts- bzw. Adventskonzert oder Auftritte von Prominenten wie Marc Terenzi, Torsten „Toto“ Heim und Aneta Sablik statt. Im Juni 2013 wurde im City Center ein Rekord im Dauerspielen von Computerspielen aufgestellt. Die beiden Hannoveraner Florian Fleissner und Kenny Drews erreichten mit einer Spielzeit von 33 Stunden in Need for Speed: Most Wanted einen Eintrag in das Guinness-Buch der Rekorde. Laut der Hannoverschen Allgemeinen Zeitung sei dies Teil einer Werbestrategie, um so gezielt auch auswärtige Besucher anzulocken.